# 東京工科大学
東京工科大学（とうきょうこうかだいがく、英語: Tokyo University of Technology）は、東京都八王子市片倉町1404-1に本部を置く日本の私立大学。1947年創立、1986年大学設置。大学の略称は工科大（こうかだい）、TUT。

## 概観

### 大学全体
東京工科大学は理工・文理・医療・芸術分野の各学部を設置している。また、実学主義を掲げている。大学関係者が欧米諸国の大学を訪問し参考にされていることから、教育研究内容・施設・設備等々欧米風の感がある。
以前は英語でTokyo Engineering Universityと表記していたが、Tokyo University of Technologyに変更された。東京工科大学サイトのURL表記等にteuとあるのはその名残である。
独立行政法人産業技術総合研究所など多数の研究所や企業が入居している建物がキャンパス内にあり、研究チーム・開発プロジェクト等を組むなど対外連携を積極的に行っている。

#### 教育および研究
東京工科大学は学際的であり、リベラル・アーツ教育や外国語教育を重視している。メディア学部、応用生物学部、コンピュータサイエンス学部、デザイン学部は、コース制を導入しているため履修の自由度が高い。
国際的教養やクリティカルシンキング、創造力を身に付けた人材の育成を目指し、教養学環を設置した。また、学生主体の教育を目指し、アクティブラーニングセンターを開設。2014年に業務や教育用システムをフルクラウド化した。2015年に前掲のラーニング・アウトカムの設定を行い、ルーブリックを一部科目で採用し、その評価をGPAに換算している。さらに、サービスラーニングやインターンシップ、コーオプ教育が実施されており、フレッシュアップセミナーや再試験プログラム等の学生サポートも行われている。

#### 学風および特色
メディア学部・応用生物学部・コンピュータサイエンス学部及びデザイン学部は、1学部1学科制を敷いている。2009年度より、担当教員が学生の相談を受けたり、教員と学生との交流を図るアドバイザー制を導入している。学部及び大学院においては早期修了一貫プログラムを導入しており、このプログラムの適用対象者になりそれを利用した場合、学部を3.5年で、大学院修士課程を1.5年でそれぞれ卒業・修了でき、学部入学後5年で大学院修士課程までを修了可能である。東京工科大学には、同じ学校法人として日本工学院専門学校、日本工学院八王子専門学校、日本工学院北海道専門学校、東京工科大学附属日本語学校があり、これら教育機関と教育研究など様々な連携を行っている。教職員同士の交流も盛んである。さらに、資格取得希望者等のために同法人専門学校内に大学生専用クラスを設け、ダブルスクールを可能にしている。大学生と専門学校学生との交流面においては、クリエイティブ・ラボにての共同作業・学園祭の共催・サークル活動の共同活動などが挙げられる。このように、より広い人との交流を可能にしている面も東京工科大学の特色の1つである。

## 沿革
（沿革節の主要な出典は公式サイト）

### 略歴
東京工科大学の起源は、1947年に片柳鴻により創立された創美学園まで遡る。
創美学園は、1947年5月に東京都大田区女塚3丁目（現在の西蒲田5丁目）に開校した。
カラーテレビ時代が到来した1964年には、東京オリンピックの実況中継にNHK技術職員として学生が運営に当たっている。
1976年7月には、現在姉妹校である日本工学院専門学校が専修学校制度に基づいて開校した。後に日本工学院八王子専門学校・日本工学院北海道専門学校を開校した。
1985年には、国際科学技術博覧会（つくば万博）にレーザーディスプレイシステムを研究成果として出展した。万博でただ一つのレーザーディスプレイということもあり、マスコミで大きく取り上げられた。
1986年4月に東京工科大学を開学した。これにはフランス大使の協力を得ていたこと、当初は工学部と合わせて芸術関係の学部も同時に開設予定であったことを、芸術・美術関係にも造詣の深い片柳鴻が2008年4月の東京工科大学入学式で自ら述べている。
近年では、マサチューセッツ工科大学や南カリフォルニア大学等々の大学機関、独立行政法人産業技術総合研究所や東京都八王子市、りそな銀行等々の研究所や官公庁、企業等各種機関との関係を深め、産学官連携による研究開発を積極的に行っている。

### 年表
- 1986年 東京工科大学開学。工学部（電子工学科、情報工学科、機械制御工学科）を開設。
- 1993年 大学院工学研究科システム電子工学専攻（修士課程）を開設。
- 1994年 工学部情報通信工学科を開設。
- 1995年 大学院工学研究科システム電子工学専攻（博士後期課程）を開設。
- 1997年 法人名を片柳学園に改称。マサチューセッツ工科大学（MIT）と交流協定調印。
- 1999年 メディア学部メディア学科を開設。
- 2000年 東京工科大学附置片柳研究所を設立。
- 2001年 南カリフォルニア大学（USC）映画テレビジョン学部と提携。南カリフォルニア大学ロバート・ゼメキス・センター内に、東京工科大学ディジタル・スタジオ・システムズ・ラボを開設。
- 2003年 片柳研究所棟落成。工学部を発展させたバイオニクス学部バイオニクス学科、コンピュータサイエンス学部コンピュータサイエンス学科を開設。大学院メディア学研究科メディア学専攻（修士課程）を開設。
- 2005年 大学院メディア学研究科修士課程を廃止。大学院バイオ・情報メディア研究科バイオニクス専攻（博士前期課程・博士後期課程）、コンピュータサイエンス専攻（博士前期課程・博士後期課程）、メディアサイエンス専攻（博士前期課程・博士後期課程）、アントレプレナー専攻（修士課程））を開設。
- 2007年 全学部にコース制を新設。3学部3学科12コースとなる。東京工科大学附属日本語学校を開校。
- 2008年 大学院工学研究科システム電子工学専攻博士前期課程・博士後期課程を廃止。工学部電子工学科、情報工学科、機械制御工学科を廃止。バイオニクス学部バイオニクス学科を応用生物学部応用生物学科へ名称変更。コンピュータサイエンス学部コンピュータサイエンス学科にロボットコースを新設。3学部3学科13コースとなる。
- 2009年 バイオ・情報メディア研究科アントレプレナー専攻を、蒲田サテライトキャンパスより八王子キャンパスへ移転。
- 2010年 蒲田キャンパス竣工。蒲田キャンパスに、デザイン学部デザイン学科、医療保健学部（看護学科、臨床工学科、理学療法学科、作業療法学科）を開設。八王子キャンパスのコンピュータサイエンス学部コンピュータサイエンス学科に、金融・流通コース、生活・環境情報コースを開設。5学部8学科17コースとなる。蒲田キャンパスの新校舎が、環境省の省エネ照明デザインモデル事業に採択される[14]。蒲田キャンパスに「ギャラリー鴻」を開館。
- 2012年 メディア学部、コンピュータサイエンス学部のコースを再編。5学部8学科18コースとなる。教養学環設置。
- 2014年 医療保健学部に臨床検査学科を開設。
- 2015年 工学部（機械工学科、電気電子工学科、応用化学科）を開設。メディア学部、コンピュータサイエンス学部、デザイン学部の各コースを再編成。
- 2017年 片柳学園創立70周年。
- 2019年 大学院工学研究科サステイナブル工学専攻（博士前期課程・博士後期課程）、デザイン研究科デザイン専攻（修士課程）を開設。
- 2020年 コンピュータサイエンス学部コンピュータサイエンス学科、応用生物学部応用生物学科に専攻、コースが開設される。
- 2021年 医療保健学部にリハビリテーション学科を設置（理学療法学科、作業療法学科を同学科の専攻に改組。同学科に言語聴覚学専攻を設置）。大学院医療技術学研究科臨床検査学専攻（修士課程）を開設。
- 2023年 大学院バイオ・情報メディア研究科アントレプレナー専攻（修士課程）の学生募集を停止[15]。

## 基礎データ

### 所在地
- 八王子キャンパス（東京都八王子市片倉町）
- 蒲田キャンパス（東京都大田区西蒲田）

### 象徴
- 校章

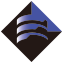
校章

  - 東京工科大学の校章は、八王子の研究棟と、教育内容及び理念を表す3つのキーワード「Electronics」「Entertainment」「Ecology」の頭文字Eをイメージしたものである[16]。
- 校歌・応援歌
  - 『東京工科大学 学生歌』 作詞：川口幹夫 作曲：神津善行[17]
- スクールカラー
  - 紺色

## 教育および研究

### 組織

#### 学部

##### メディア学部
メディア学部は、1999年に八王子キャンパスに設立された。日本で初めてのメディア学部として誕生した。これには、初代学部長に就任した相磯秀夫の尽力もあった。学部内プロジェクトの一つにゲーム制作があり、その成果を東京ゲームショウで披露している。また、2008年には新たな学部内プロジェクトとして、TUT MUSIC SUPPORT（TMS）が立ち上げられた。このプロジェクトはアーティストの支援を行うプロジェクトであり、アーティストとしては玉城ちはる、BUNNY THE PARTY、ペリドットカフェ、乱舞虎、fuu、ダイスケ等が所属している。このうち、fuuとダイスケは東京工科大学の学生である。
（詳細は「 東京工科大学メディア学部 」を参照）
- メディア学科
  - メディアコンテンツコース
  - メディア技術コース
  - メディア社会コース

##### 応用生物学部
応用生物学部は、2008年に八王子キャンパスに設立された。旧・工学部の主に機械制御工学科並びに電子工学科を発展統合し、2003年に開設されたバイオニクス学部が前身である。設立に際しては、初代学部長に就任した軽部征夫も貢献した。2010年より、応用生物学部臨床工学技士コースは、医療保健学部臨床工学科に統合移管された。2020年度より2専攻4コース体制となった。
- 生命科学・医薬品専攻
  - 生命科学コース
  - 医薬品コース
- 食品・化粧品専攻
  - 食品コース
  - 化粧品コース

##### コンピュータサイエンス学部
コンピュータサイエンス学部は、2003年に八王子キャンパスに設立された。旧・工学部の主に情報工学科並びに情報通信工学科を発展統合し設立された。2020年度より2専攻体制になった。
- 先進情報専攻
- 人工知能専攻

##### デザイン学部
デザイン学部は、2010年に蒲田キャンパスに設立された。2020年度より2専攻4コース体制になった。
- 視覚デザイン専攻
  - 視覚伝達デザインコース
  - 視覚情報デザインコース
- 工業デザイン専攻
  - 空間演出デザインコース
  - 工業ものづくりデザインコース

##### 医療保健学部
医療保健学部は、2010年に蒲田キャンパスに設立された。同学部臨床工学科は、2010年より応用生物学部臨床工学技士学科コースからの統合移管によって開設された。2021年度より理学療法学科、作業療法学科が募集停止となり、リハビリテーション学科が設置される。
- リハビリテーション学科（言語聴覚学専攻/理学療法学専攻/作業療法学専攻）
- 臨床工学科
- 臨床検査学科
- 看護学科

##### 工学部
工学部は、2015年に八王子キャンパスに設置され、機械工学科、電気電子工学科、応用化学科の3学科から成る。教育の柱としてサステイナブル工学を掲げ、工学以外の視点も養い、広い視野から社会の持続的発展に貢献できる人の養成を目指す。また、メディア学部とコンピュータサイエンス学部で試験的に導入しているコーオプ教育を本採用し、工学部の全学生が8週間程度の就業体験を行うとしており、在学中における長期の就業体験が特徴の一つとなっている。さらに、英語教育にも注力するとしている。
（詳細は「東京工科大学工学部」 を参照）
- 機械工学科
- 電気電子工学科
- 応用化学科

##### 以前の学部
現在募集停止の学部は以下の通りである。
工学部（1986年-2003年）
1986年の開学に合わせ、電子工学科、機械制御工学科、情報工学科が設立された。1994年に、情報通信工学科を設立した。2003年にバイオニクス学部（現・応用生物学部）、コンピュータサイエンス学部に統合された。
- 電子工学科
- 機械制御工学科
- 情報工学科
- 情報通信工学科

バイオニクス学部（2003年-2008年）
2003年に工学部を統合し設立された。2008年に「応用生物学部」へ名称変更された。
- バイオニクス学科

#### 学環
教養学環
東京工科大学は、人間形成や社会生活において必要な一般知識、教養の涵養を目的に、2012年より「東京工科大学教養スタンダード」を立ち上げた。その目的達成のために同年に設置された、学部からは独立した教員組織及び教授される学部横断型の科目群。講義内容としては、人文科目群、社会科目群、外国語科目群、情報・数理・自然科学科目群、ウェルネス科目群、社会人基礎科目群で構成される。

#### 大学院
1993年の開設当初より、先端・境界領域分野の研究を主眼に置いている。東京工科大学大学院に対する外部からの客観的評価としては、MOT&MBA RatingsによるMOT・MBA大学院格付けで、2008年に日本国内教育機関109コース中40位（MOT分野のみでは、日本国内教育機関53コース中15位）にランクされた。

##### バイオ・情報メディア研究科
バイオ・情報メディア研究科は工学研究科およびメディア学研究科を統合し、生命医科学および起業分野を加え2005年に設立された。
- メディアサイエンス専攻（修士課程、博士後期課程）
- バイオニクス専攻（修士課程、博士後期課程）
- コンピュータサイエンス専攻（修士課程、博士後期課程）
- アントレプレナー専攻（修士課程）

工学研究科（2018年4年新設）
- サステイナブル工学専攻（修士課程、博士後期課程）

デザイン研究科（2018年4年新設）
- デザイン専攻（修士課程）

医療技術学研究科（2021年4年新設）
- 臨床検査学専攻（修士課程）

##### 以前の研究科
現在募集停止中の研究科は以下の通りである。
工学研究科（1993年-2005年）
工学研究科は1993年に修士課程、1995年に博士課程が設立された。2005年にバイオ・情報メディア研究科に統合された。
- システム電子工学専攻（修士課程、博士後期課程）

メディア学研究科（2003年-2005年）
メディア学研究科は2003年に設立された。2005年にバイオ・情報メディア研究科に統合された。
- メディア学専攻（修士課程）

#### 附属機関
研究所
- 東京工科大学片柳研究所

センター
- バイオナノテクセンター[31]
- メディアテクノロジーセンター[32]
- クリエィティブ・ラボ[32]
- コンテンツテクノロジーセンター[33]
- クラウドサービスセンター[32][34]
- ハイテクリサーチセンター[35]
- エンコードセンター[33]
- ユビキタスIT研究センター[33]
- セラミックス複合材料センター[36][37]
- ソフトウェアエンジニアリング教育・研究センター（SEED - Software Engineering Education and research center）
- 研究支援センター[33]
- 産業保健実践研究センター[38]
- IRセンター[39]
- コーオプセンター[40][41]
- 学習支援センター[7]

図書館
- 東京工科大学メディアセンター（図書館）

### 研究
研究室及びプロジェクト
東京工科大学に開設されている研究室及びプロジェクトの紹介を、以下サイトから閲覧出来る。
- 東京工科大学研究室・プロジェクト

私立大学学術研究高度化推進事業
- オープン・リサーチ・センター整備事業[42]
  - Linuxを用いた大学ITインフラの研究、開発
  - Linuxを用いた参加型eLearningシステムの研究、開発
  - Linuxを用いた知的価値創造支援システムの研究、開発
  - 再利用可能な協働効果型オープンメディアリソース研究・構築プロジェクト
  - タンジブル・ソフトウェア教育の研究
  - ディジタル映像の制作技術研究開発プロジェクト
- ハイテク・リサーチ・センター整備事業[43]
  - 健康寿命延長のための新抗酸化戦略
  - 高齢化社会における快適生活ネットワーク空間創成技術の研究開発
- 産学連携研究推進事業[44]
  - 3次元光／電子融合デバイス
  - 環境ストレス耐性植物創製のための機能ゲノム解析と統合化データベース構築

IPA未踏ソフトウェア創造事業
- 2007年第I期未踏ソフトウェア創造事業[45]
  - ポッドキャスティング用学習映像コンテンツの自動作成システム

大学発事業創出実用化研究開発事業
- 2002年度（平成14年度）
  - パラレルメカニズムの技術を用いた3次元曲げ加工機の開発[46][47]（タマティーエルオー株式会社、株式会社菊池製作所との共同取組）
- 2005年度（平成17年度）
  - 創薬シーズ ポリエチレングリコール化ラクトフェリンの非臨床技術パッケージの作成[47]（よこはまティーエルオー株式会社、鳥取大学、株式会社NRLファーマとの共同取組）

### 教育
特色ある大学教育支援プログラム
- 特色ある大学教育支援プログラム（特色GP）
  - 2003年度（平成15年度） ツイニングによる国際化への積極的取組（芝浦工業大学、岡山理科大学、近畿大学、慶應義塾大学、拓殖大学、東海大学、東京電機大学、東京理科大学、武蔵工業大学（現東京都市大学）、明治大学、立命館大学、早稲田大学との共同取組）[48]
  - 2005年度（平成17年度） メディア系演習授業の組み立てと実践[49]

現代的教育ニーズ取組支援プログラム
- 現代的教育ニーズ取組支援プログラム（現代GP）
  - 2004年度（平成16年度） 知的財産関連教育の推進「インタラクティブゲーム制作の実践教育」[50]

先導的教育情報化推進プログラム事業
- 2007年度（平成19年度）
  - シミュレーション型ゲームとWeb教材フォーラムの活用による学校交流型協調学習モデルに関する研究（八王子市、りそな銀行との共同研究）[51]

アジア人財資金構想　高度専門留学生育成事業
- 2008年度（平成20年度）
  - 次世代のグローバルコンテンツブリッジ人財の実践教育[52]

産学連携による実践型人材育成事業
- 2010年度（平成22年度）
  - ゲーム産業における実践的OJT/OFF-JT体感型教育プログラム[53]

大学教育再生加速プログラム
- 2015年度（平成27年度）
  - コーオプ教育プログラム[54]

GPA
学生の成績評価方法として、GPAを採用している。ラーニング・アウトカム（学修到達目標）を設定しており、2015年時点で一部科目においてルーブリックによる評価を行いGPAに反映している。東京工科大学では、将来的にこのルーブリックを用いた評価方法を標準にする予定としている。

### 相磯賞
東京工科大学教授、学長を歴任した相磯秀夫の厚意により創設された。毎年5名の卒業論文、修士論文にて優秀と認められた学内の学生に授与される。

## 学生生活
各種団体、サークルがあり、学園祭や文化・スポーツイベントなどの活動を展開している。

### 学園祭

#### 紅華祭
毎年秋頃に学生の企画・運営で開催される八王子キャンパスの学園祭。
2004年までは大学単独で「大学祭」として年1回、全17回開催された。
2005年より大学と隣接する同法人の日本工学院八王子専門学校との学生が協力し、「紅華祭」として学園祭を行っている。
これら学生で構成される紅華祭実行委員会により、大学と専門学校との共催で、学生中心の学園祭が行われている。

##### テーマ一覧
- 大学祭時代
  - 16回（2003年） 常笑志向[58]
  - 17回（2004年） be with good time[59]
- 紅華祭時代
  - 1回（2005年） さぁ 一緒に始めよう[57]
  - 2回（2006年） 進華論[60]
  - 3回（2007年） 君がため[61]
  - 4回（2008年） 拍手喝采[62]
  - 5回（2009年） 紅華覿面[63]
  - 6回（2010年） 六華閃[64]
  - 7回（2011年） 千紫万紅[65]
  - 8回（2012年） 一日千秋[66]
  - 9回（2013年） Union is strength
  - 10回（2014年） 十人十色[67]
  - 11回（2015年）

#### かまた祭
毎年秋頃に学生の企画・運営で開催される蒲田キャンパスの学園祭。2010年より大学と隣接する同法人の日本工学院専門学校との学生が協力し、学園祭を行っている。大学の蒲田キャンパス及び医療保健学部、デザイン学部開設以前は同専門学校の学生が単独で行っていた。

##### テーマ一覧
- 45回（2010年） 逸才合祭 - 東京工科大学蒲田キャンパスとしては1回目の学園祭である。
- 46回（2011年） 絆 ～心を一つに～
- 47回（2012年） 前進前麗 ～今日のこの日を明日への糧に～
- 48回（2013年） 共創 ～みんなの力で祭りをつくろう～
- 49回（2014年） 匠 ～賑わいの創出～[68]
- 50回（2015年） 創造の旋律～匠の協奏曲[69]

### 学生活動

#### サークル
東京工科大学には、体育会、文化会、体育系同好会、文化系同好会がある。2008年2月現在確認出来たもので、64の公認団体と2の非公認団体がある。
- 東京工科大学サークル情報
- TUT Club Portal(LinuxClubが運用しているサークル情報掲載サイト 東京工科大学のぺージよりも情報更新頻度が高い)
- 主な実績
  - スポーツ
    - クリケット - 学生選手権優勝、EAPクリケットトロフィー2007日本代表選手、19歳以下ワールドカップ東アジア太平洋地区予選日本代表選手、6人制クリケット国際大会日本代表選手に選出など。
    - テコンドー - 学生テコンドー選手権優勝など。
    - 国体 - 秋田わか杉国体のボウリング競技入賞、バレーボール競技3位など。

  - 文化
    - 映像 - インディーズムービー・フェスティバル2007IN松山入選、夕張国際学生映画祭2007グランプリなど。
    - 技術 - 第14回川崎ロボット大会ユニーク賞など。
    - IT - AS152865の運用

#### その他の学生活動
東京工科大学学生によるサークルに属さない学生活動も行われている。
- 主な実績
  - 文化
    - 技術 - ImagineCup2007日本大会3位入賞、NHK大学ロボコン2009本戦出場など。

### スポーツ
東京工科大学は、次の主な団体に加盟している。
- 関東学生アメリカンフットボール連盟
- 関東学生クリケット連盟
- 関東学生剣道連盟
- 関東学生ボウリング連盟
- 関東大学バレーボール連盟
- 関東理工科大学硬式庭球連盟
- 首都学生軟式野球連盟
- 東京新大学野球連盟
- 東京都学生弓道連盟
- 東京都大学サッカーリーグ
- 東京都大学バトン連盟
- 東京フォレストフットサルクラブ
- 日本国際テコンドー協会

## 大学関係者と組織

### 大学関係者組織

#### 同窓会
東京工科大学同窓会

### 大学関係者一覧
東京工科大学の人物一覧のページに記載する。

## 施設

### キャンパス
八王子・蒲田両キャンパスは、片柳鴻が設計をしている。

#### 八王子キャンパス

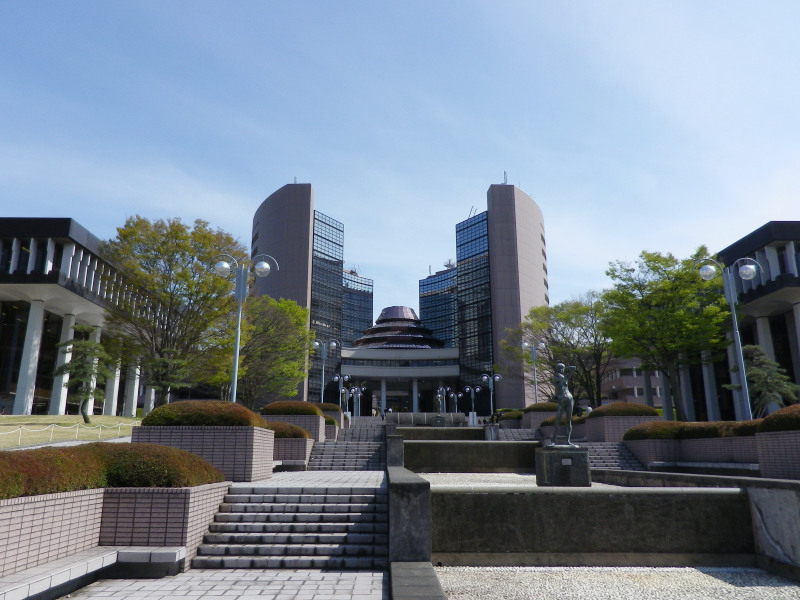
八王子キャンパス 研究棟

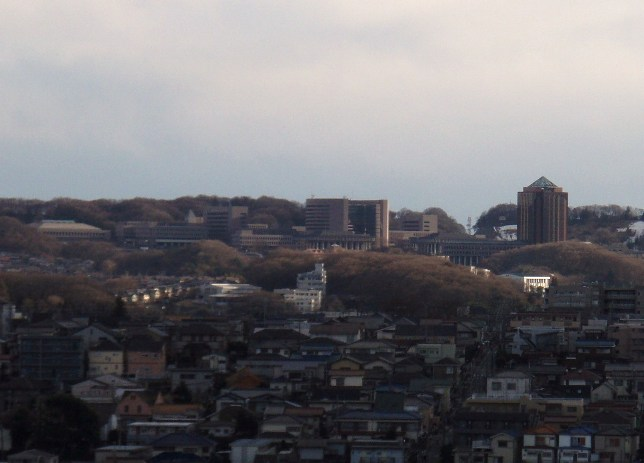
八王子キャンパス全景

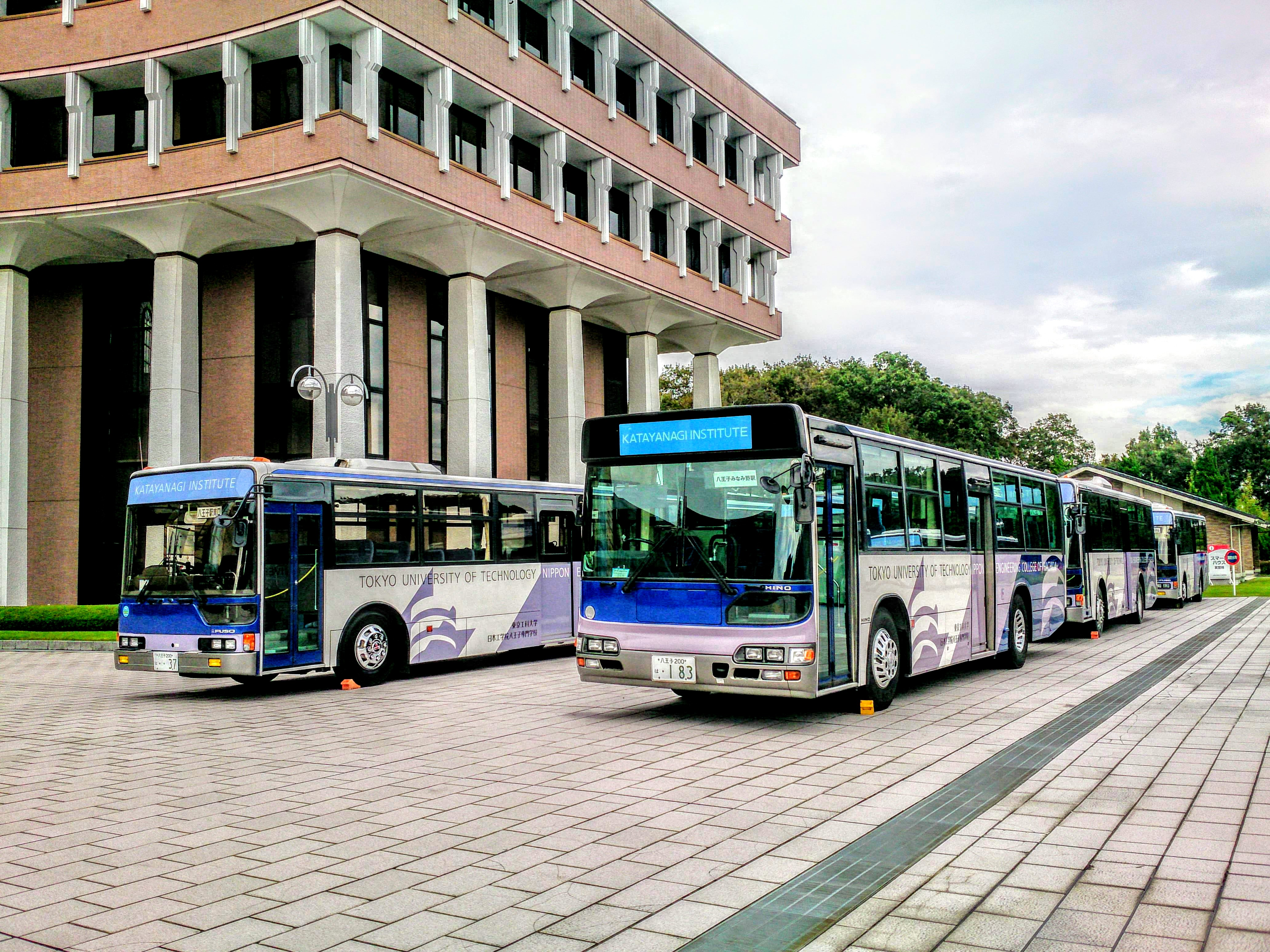
スクールバス

- 使用学部：メディア学部・応用生物学部・コンピュータサイエンス学部・工学部
- 使用研究科：バイオ・情報メディア研究科
- 使用附属施設：片柳研究所、バイオナノテクセンター、メディアテクノロジーセンター、OSSクラウドサービス・センター、ハイテクリサーチセンター、エンコードセンター、ユビキタスICT教育センター、ソフトウェアエンジニアリング教育・研究センター、バイオニクス研究センター、メディアセンターなど
- 交通アクセス：八王子みなみ野駅より、スクールバス5分、同駅より徒歩12分。専門学校も併設されているので、そちらのバスも共通利用出来る。
  - 東京工科大学八王子キャンパスは国道16号（東京環状）沿いにあり、御殿峠から片倉にかけての付近に位置している。大学開設当初は近隣に最寄り駅がなく、橋本駅、北野駅よりスクールバスが運行されていた。その後、大学近隣に八王子みなみ野駅が開業され、同駅よりスクールバスが運行されることにより、八王子キャンパスへのアクセスが向上した。現在は八王子みなみ野駅行の他、八王子駅南口行、学生会館行のスクールバスが運行されている。スクールバスは日曜・祝祭日及び休校日は運休となり、八王子駅南口行は学生専用である。
  - 広さは380,821m2で、構内各所に圓鍔勝三や長江録弥、片柳鴻らによる銅像等の美術品が配置されている。研究棟と片柳研究所棟を結ぶ大通りに水路があり、その近辺にフードコートであるFOODS FUU（フーズ・フー）や庭園等がある。水路を挟んで庭園と向かい側に当たる芝生の敷地には、亀谷政代司作の馬の彫像「躍進」の姿が見られ、八王子キャンパスを象徴するものの一つとなっている[71]。また、八王子バイパス側の裏山に遊歩道があり散策できるなど、これらは学生の憩いの場となっている。片柳研究所棟屋上にはヘリポートもあるが、飛行空域規制により通常は使用されていない。キャンパスは地下にも広がっており、コージェネレーションシステムで、学内における一定の電力や熱を供給している[72][73]。このシステムは、第1回（平成13年）空気調和・衛生工学会特別賞「十年賞」を受賞している[74]。
  - 2009年度より、それまで蒲田キャンパスを使用していた、バイオ・情報メディア研究科アントレプレナー専攻も当キャンパスを使用している[75][76]。
  - 八王子キャンパスは、八王子八十八景の一つである[77]。

##### 施設
東京工科大学八王子キャンパスの主な施設に関する情報は、以下のサイトから閲覧できる。
- キャンパス案内　八王子キャンパス
- ムービーライブラリ 八王子キャンパス施設紹介

#### 蒲田キャンパス
- 使用学部：医療保健学部、デザイン学部
- 使用附属施設：日本語学校
- 交通アクセス：蒲田駅より徒歩3分

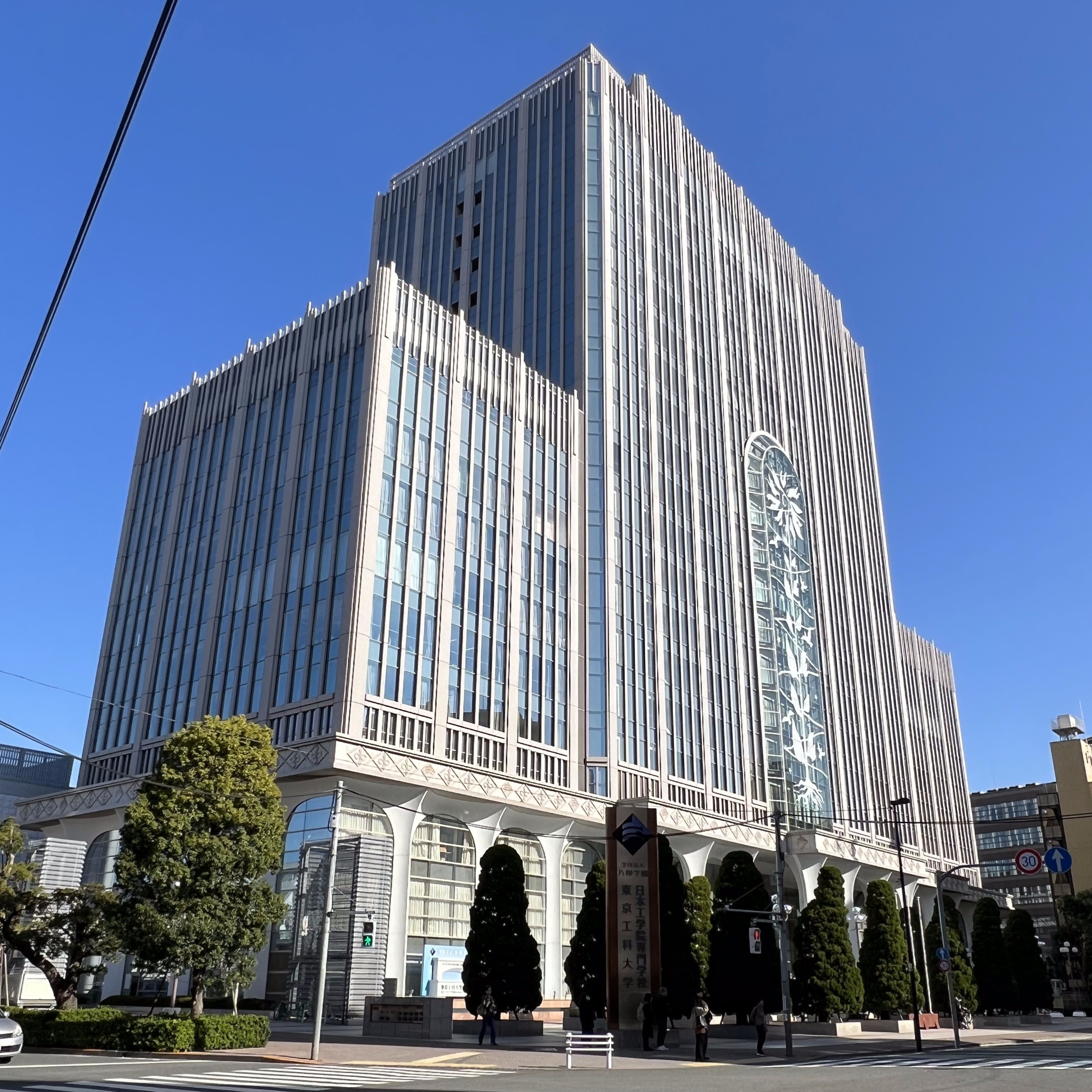
3号館（蒲田キャンパス）

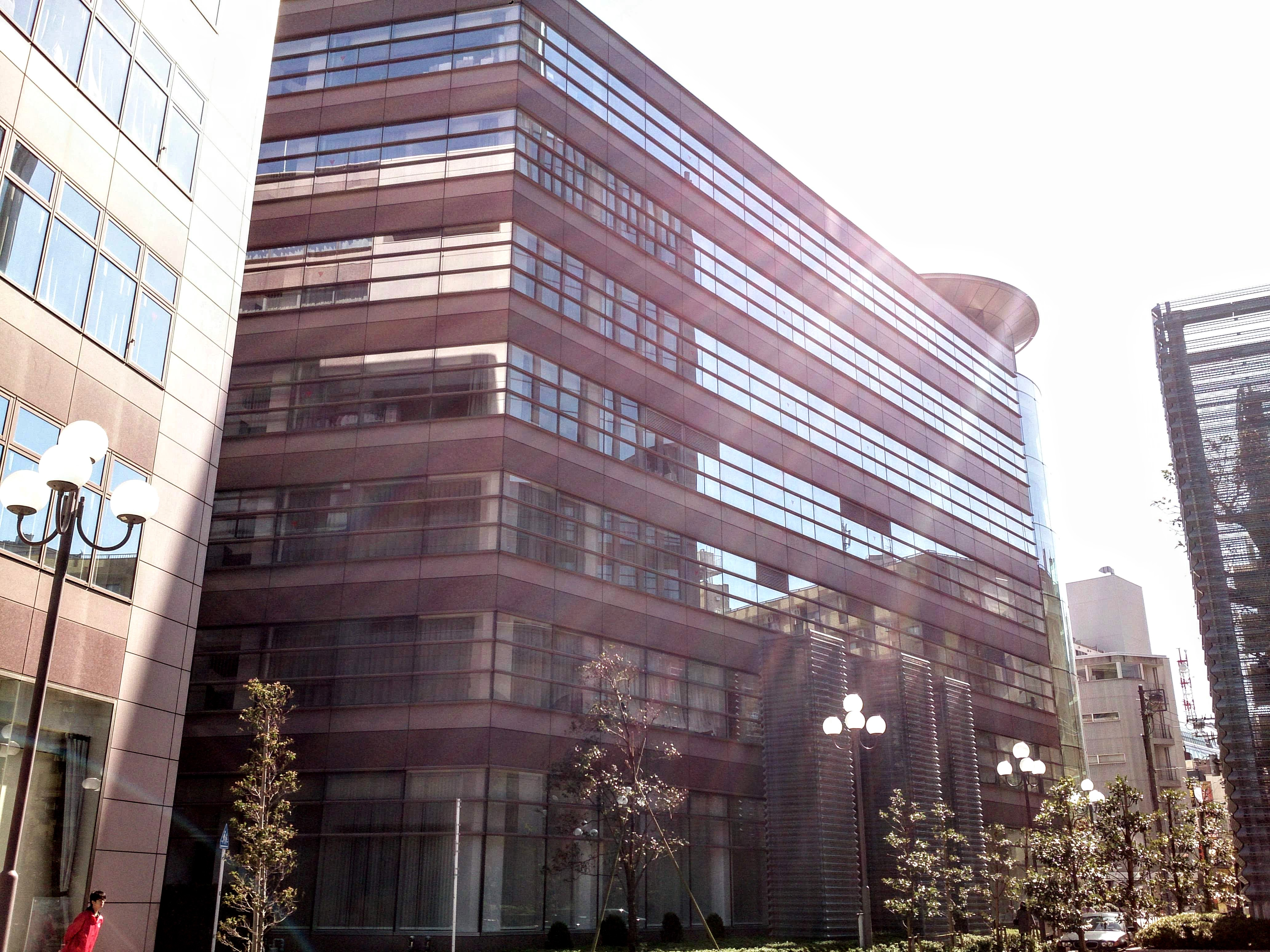
12号館（蒲田キャンパス）

  - 東京工科大学蒲田キャンパスは、蒲田駅至近の東京都道11号大田調布線（多摩堤通り）と呑川の間に位置している。以前は、蒲田サテライトキャンパスと呼ばれていた[75]。同キャンパスは、東京工科大学附属日本語学校及び東京工科大学大学院バイオ・情報メディア研究科アントレプレナー専攻が使用していたが、アントレプレナー専攻は2009年度より八王子キャンパスへ移転した[75]。
  - 蒲田キャンパスは、東京工科大学と同法人の日本工学院専門学校とが隣接しており、八王子キャンパス同様これらの教育資源やノウハウを生かす方針である。これにより、新たな設備・機器を投入せずに済む部分があるなど、環境・資源問題に対応できる。その一環として、同専門学校の理学療法学科、作業療法学科、臨床工学科は、2010年度より東京工科大学医療保健学部へ統合した。
  - 蒲田サテライトキャンパス時代に、同キャンパスに隣接する地域の土地を買い上げ高層校舎（3号館）が建設された。また、旧校舎跡地に庭園等の施設が建設された。
  - これらのキャンパス整備・開発計画は、蒲田駅周辺地区グランドデザインの主要な関連プロジェクトに位置づけられている[78]。
  - 2010年に竣工した3号館が、環境省省エネ照明デザインモデル事業に採択された[14]。
  - 2010年7月30日、12号館1階にギャラリー鴻が開館した。

##### 施設
東京工科大学蒲田キャンパスの主な施設に関する情報は、以下のサイトから閲覧できる。
- キャンパス案内 蒲田キャンパス
- ムービーライブラリ 蒲田キャンパス施設紹介

### 学生食堂

#### 八王子キャンパス
食堂としては、Student Canteen、FOODS FUU、セントラルプラザの3つの建物がある。一般に学食と言われるような定食やお弁当は、Student Canteenで販売されている。FOODS FUUには、入れ替えを含めかなりの数の有名チェーン店が入居しており、有隣堂とセブンイレブン（以前はサンクス）、ネットカフェも開業している。出店当時のサンクスは日本国内のコンビニエンスストアで最も広い店舗面積を有していた。これは混雑する時間帯を見込んだ上で、通路の幅を広くする等のゆとりを持たせているためである。なお、サンクスは2018年2月に閉店し、同年4月にセブンイレブンが開業している。セントラルプラザには、日本マクドナルドが入居している。日本マクドナルドが1988年6月にキャンパス内に片柳学園店を開業したのは、大学としては初めてであった。現在セントラルプラザの建物全てをマクドナルドが使用しているが、開業当時にセントラルプラザはなく、講義棟Dの1階に出店していた。

#### 蒲田キャンパス
食堂としては、FOODS FUUがある。FOODS FUUには、八王子キャンパスと同様に有名チェーン店やコンビニエンスストアが入居している。また、八王子キャンパスと同じくFOODS FUU正面に庭園があり、八王子キャンパスと合わせて大学全体として統一感を出している。

### 講堂

#### 八王子キャンパス

##### 体育館
体育館の中には様々な施設が含まれるが、なかでも特徴的なのはボウリング場がある点である。このボウリング場は「美ら海ボウル」と名付けられている。開学当初は日本の大学に唯一つのボウリング場という点で話題になった。ボウリング場敷設には、勉強や研究の合間にリフレッシュできるようにとの配慮がある。一般のボウリング場よりは若干小ぶりである。現在は管理が難しいという理由から利用不可である。。トレーニングルームには、一般的なジムに置かれているようなトレーニングマシンが整えられており、誰でも利用できる。

##### 美術館
日本庭園内に日本建築の美術館がある。

##### 日本庭園
美術館周辺に日本庭園があり、ドラマ「美味しんぼ」の撮影にも使用された。

### 学生会館
JR横浜線八王子みなみ野駅すぐのところに第1学生会館と第2学生会館及び第3学生会館がある。部屋のタイプには2タイプあり、日曜日と大学休業期間を除き朝食と夕食が用意される。第3学生会館の食堂は一般開放されており、特にランチタイムは近隣住民の利用者も多い。この食堂は一般の学生食堂と変わらないため、安さと量を兼ね備えたメニューとなっている。第3学生会館2階には、由井市民センターみなみ野分館が入居しており、幼児用のプレイルームやみなみ野に関する民俗資料室を無料で、会議室等を有料で利用できる。

## 対外関係

### 地方自治体との協定
東京都
- 八王子市
  - 金融経済教育をテーマとした協調学習モデルの共同研究開発に関する協定[51][88]
  - バイオマスエネルギー有効活用の共同研究開発に関する協定[89][90]

神奈川県
- 相模原市
  - 図書館等の相互利用に関する協定[91][92]

### 企業との協定
- 西武信用金庫、ナジック学生情報センターグループ
  - コーオプ教育に伴う包括的連携・協力協定[93][94][95]

### 他大学との協定
東京工科大学は、国内外複数の大学や機関と協定及び提携を結び積極的な学術交流を行っている。
| 協定大学・機関所在国 | 協定大学・機関名                                         | 協定の内容                                         | 協定締結年月日                 |
| -------------------- | -------------------------------------------------------- | -------------------------------------------------- | ------------------------------ |
| アメリカ合衆国       | イリノイ大学                                             |                                                    |                                |
| アメリカ合衆国       | カーネギーメロン大学                                     | 学術交流                                           | 2001年4月 2003年5月 2005年10月 |
| アメリカ合衆国       | マサチューセッツ工科大学                                 |                                                    |                                |
| アメリカ合衆国       | 南カリフォルニア大学                                     | 学術交流                                           | 2003年4月 2006年4月            |
| アメリカ合衆国       | シンテロン研究所                                         | 学術交流                                           | 2015年9月                      |
| アメリカ合衆国       | ミズーリ大学セントルイス校                               | 学術交流                                           | 2016年4月                      |
| イギリス             | ヨーク・セント・ジョン大学                               | 毎年8月～9月に海外語学授業を実施                   | 2003年1月                      |
| インドネシア         | グナダルマ大学                                           | 学術交流                                           | 2010年10月                     |
| インドネシア         | スラバヤ工科大学                                         | 学術交流                                           | 2013年5月                      |
| インドネシア         | ディアン・ヌスワントロ大学                               | 学術交流                                           | 2015年10月                     |
| インドネシア         | バンドン工科大学                                         | 学術交流                                           | 2015年12月                     |
| インドネシア         | インドネシア国営石油ガス研究所                           | 学術交流                                           | 2015年12月                     |
| インドネシア         | スンバワ工科大学                                         | 学術交流                                           | 2016年2月                      |
| サウジアラビア       | アルイマーム・ムハマンド・ビン・サウード・イスラーム大学 | 学術交流                                           | 2010年7月                      |
| サウジアラビア       | アルジョウフ大学                                         | 学術交流、教員派遣                                 | 2011年6月                      |
| サウジアラビア       | エファット大学                                           | 学術交流                                           | 2010年7月                      |
| スウェーデン         | ゴットランド大学                                         | 学術交流                                           | 2012年2月                      |
| スウェーデン         | ウプサラ大学                                             | 学術交流                                           | 2013年9月                      |
| タイ                 | モンクット王工科大学トンブリー校                         | 学術交流                                           | 2010年11月                     |
| タイ                 | チュラーロンコーン大学                                   | 学術交流                                           | 2010年8月                      |
| タイ                 | ラーチャモンコン工科大学ラタナコーシン校                 | 教育カリキュラムや学校運営システム等のノウハウ提供 |                                |
| 中国                 | 中国伝媒大学                                             |                                                    |                                |
| 中国                 | 北京科技大学国際学院                                     | 編入学生受け入れ                                   | 2009年6月                      |
| 中国                 | 北京中医薬大学                                           | 学術交流                                           | 2002年4月                      |
| 中国                 | 北京理工大学                                             | 学術交流                                           |                                |
| ドイツ               | ベルリン工科大学                                         | 共同研究                                           | 2004年4月                      |
| ドイツ               | Hamburg Media School                                     | 学術交流                                           | 2015年11月                     |
| 日本                 | 学術・文化・産業ネットワーク多摩                         |                                                    |                                |
| 日本                 | 大学コンソーシアム八王子                                 |                                                    |                                |
| 日本                 | 日本マレーシア高等教育大学連合                           |                                                    |                                |
| 日本                 | 八王子未来学                                             |                                                    |                                |
| 日本                 | 三鷹ネットワーク大学                                     |                                                    |                                |
| 日本                 | 大妻女子大学                                             | 単位互換                                           |                                |
| 日本                 | 恵泉女学園大学                                           | 単位互換                                           |                                |
| 日本                 | サレジオ工業高等専門学校                                 | 単位互換                                           |                                |
| 日本                 | 創価大学                                                 | 単位互換                                           |                                |
| 日本                 | 多摩美術大学                                             | 単位互換                                           |                                |
| 日本                 | 中央大学                                                 | 単位互換                                           |                                |
| 日本                 | 東京家政学院大学                                         | 単位互換                                           |                                |
| 日本                 | 放送大学                                                 | 単位互換                                           |                                |
| 日本                 | 東京純心大学                                             | 単位互換                                           |                                |
| 日本                 | ヤマザキ動物看護短期大学                                 | 単位互換                                           |                                |
| フランス             | ペルピニャン大学                                         | 共同研究                                           | 2004年10月                     |
| フランス             | ISART Digital                                            | 学術交流                                           | 2015年12月                     |
| マレーシア           | 経営科学大学                                             | 学術交流                                           | 2008年3月                      |
| マレーシア           | リムコックウィン創造技術大学                             | 学術交流                                           | 2010年7月                      |
| 台湾                 | 南台科技大学                                             | 学術交流                                           | 2016年1月                      |
| 台湾                 | 中央研究院 資訊科学研究所                                | 学術交流                                           | 2016年6月                      |
| トルコ               | サバンチ大学                                             | 学術交流                                           | 2016年2月                      |
| 香港                 | 香港城市大学                                             | 学術交流                                           | 2016年4月                      |
| メキシコ             | モンテレイ大学                                           | 学術交流                                           | 2016年7月                      |
| フィリピン           | デラサール大学                                           | 学術交流                                           | 2016年7月                      |
| オランダ             | ライデン大学                                             | 学術交流                                           | 2016年9月                      |

### 学会
東京工科大学は、様々な学会に参加し研究発表等を行っている。
- 情報処理学会
  - 東京工科大学は、情報処理学会全国大会における学生発表件数が多く、上位に位置している[103]。
- 日本デジタルゲーム学会
  - 東京工科大学は、日本デジタルゲーム学会年次学会における学生発表件数が多く、上位に位置している[104]。

### 産学官連携
東京工科大学は、企業、研究機関及び官公庁と産学官連携による共同研究等を行っている。
主な産学官連携団体
- 独立行政法人産業技術総合研究所
  - リサーチ・フォーラムの開催
- 独立行政法人産業技術総合研究所バイオ技術産業化センター
  - 環境用バイオセンサ開発
  - 糖尿病マーカー測定に関する研究
  - 体内用バイオセンサの開発
  - パーソナルプロテインチップの開発
  - 超高感度免疫分析法の研究
  - 次世代グルコースチップの研究
  - 医用工学関連の研究
  - 抗酸化物質関連の研究
  - 土壌診断用バイオセンサの開発研究
- 独立行政法人新エネルギー・産業技術総合開発機構（NEDO）
  - バイオ・IT融合機器開発
  - パーソナルプロテインチップの開発
  - DNAタンパク質等解析システム及びデバイス開発
- 独立行政法人宇宙航空研究開発機構（JAXA）
  - 月探査情報ステーション「むーんきっず」の開発・製作、運営[105]
- 株式会社菊池製作所
  - 環境用バイオセンサ開発
- 財団法人新技術開発財団
  - 流量検出センサーを用いた生活モニタシステム開発
- 東京都中小企業振興公社
  - ITステッキ（高齢者用安心ステッキ）開発
- 日立計測器サービス株式会社、株式会社バイオフロンティア研究所
  - 環境ストレス耐性植物創製のための機能ゲノム解析と統合化データベース構築
- 有限責任中間法人Mozilla Japan
- Open Source Development Labs（OSDL）
- Open Source Collaboration Joint Network（OSCJ.net）
- OSS推進フォーラム
- ベルリン工科大学
- 富士ソフト株式会社
- りそな銀行[51][106]
  - 小学生向け金融経済教育eラーニングシステムの共同研究開発
    - りそなキッズマネーアカデミー

  - 金融経済教育をテーマとした協調学習モデルの共同研究開発
    - 埼玉りそな銀行でも実施している。
- シャープ株式会社、凸版印刷株式会社
  - パーソナルプロテインチップの開発
- 株式会社サカタのタネ
  - 土壌診断用バイオセンサー「Soil Dock（ソイルドック）」の研究開発。2006年5月20日、世界で初めて実用化に成功した。
- 三菱商事株式会社、東日本電信電話株式会社、三菱電機株式会社
  - 生体認証技術（バイオメトリクス）利用による「未来型キャンパスモデル」構築のためのビジネス・コンソーシアムメンバー（設立日：2001年6月22日）
- ネットツーコム株式会社（Net-2Com）
  - 工科大ケータイの共同研究開発と販売
    - 工科大ケータイ
- タマティーエルオー株式会社、株式会社菊池製作所
  - パラレルメカニズムの技術を用いた3次元曲げ加工機の開発
- よこはまティーエルオー株式会社、鳥取大学、株式会社NRLファーマ
  - 創薬シーズ ポリエチレングリコール化ラクトフェリンの非臨床技術パッケージの作成
- 株式会社竜の子プロダクション、関西国際空港株式会社
  - アニメーション製作技術向上のための研究開発
    - Sky Kids BOOBY - 2004年3月に東京国際アニメフェア一般公募部門で優秀作品賞受賞、2005年7月より関西国際空港の関空展望ホール（スカイビュー）のスカイミュージアム内スカイキッズルームにて関空オリジナル映像上映中（2007年時点）
- 新江ノ島水族館
  - 仮想水族館の共同研究開発
    - aqua project
- 東京都八王子市
  - 金融経済教育をテーマとした協調学習モデルの共同研究開発
  - バイオマスエネルギー有効活用の共同研究開発
- 学術・文化・産業ネットワーク多摩
- e-japan やおよろずプロジェクト
  - ユビキタス情報化社会実現に関する研究（株式会社日立製作所システム開発研究所、株式会社ユーディット、慶應義塾大学、東京大学、文部科学省メディア教育開発センター（NIME）との共同研究）
- 社団法人全国コンサートツアー事業者協会
  - 講座寄付 - メディア特別講義II（ライブ・エンタテインメント論）
- 静岡県
  - 学生の静岡県内への移住や就職を支援する協定を締結[107]。

### 高大連携
- 昭和第一学園高等学校[108][109]
  - 教育交流、出張講義、聴講生受け入れなど
- 東京実業高等学校[110]
  - 教育交流など
- 東京都立砂川高等学校[111]
  - 単位互換、情報交換、ICT教育など

## 社会との関わり

### 美術
- CreatorsCollection - 美術系サークルの絵画展。

### 音楽
- MUSIC　FES＠TUT　音樂祭 - 音楽系公認団体参加によるイベントで、学生や近隣住民に楽しまれている。
- TUT MUSIC SUPPORT（TMS） - アーティスト支援プロジェクト。
- 大学生音楽産業フォーラム - 大阪電気通信大学、京都精華大学との連携による教育研究やイベント企画等の会合。

### 放送
- intebro - 日本初の学生を主体とするインターネット放送局として開局され、幅広い発信を行っている。

### 展覧会
- メディアコンテンツ展 - メディア学部生、大学院生によるコンテンツの展覧会[112]。
- 文化系サークル合同展示会 - 異文化交流プロジェクトと題する、様々なジャンルの文化系サークルによる作品展[113][114]。

### 講座
- 高校生のための応用生物実験講座 - 高校生及び高等学校教員が参加できる、無料の実験講義[115]。
- 出張講義 - 理学やバイオテクノロジーに関する無料講義を、応用生物学部の教員が高等学校へ出向き行っている[116]。
- 八王子学園都市大学 - 八王子市民への講座開講。

### イベント
- 高校生メディアコンテンツグランプリ - 高校生や予備校生を対象にオリジナル映像コンテストを開催している。
- 学生天国 - 八王子学生委員会主催イベント「学生天国」に参加している[117]。
- 東京ゲームショウ - 学生がプロジェクト演習で制作したゲームを出展している[118]。

### ボランティア
- ボランティア活動に対して、大学より一定の単位を与えられる。その一つに、佐渡島におけるトキ野生復帰プロジェクトがある[119]。このトキ野生復帰プロジェクトは、地域自立ソフトウェア連携機構（MSCO）の協力により行われている[120][121]。
- 東京工科大学佐渡島ボランティア（2011年までの記録）
- 東京工科大学佐渡サービスラーニング

### インターネット
- WIDE - Internet 学術研究ネットワークWIDE Internetに加入しており、WIDEの八王子NOC（ネットワークオペレーションセンター）中継センター（WNOC-HAC）として近隣大学の中継拠点にもなっている。

### ソフトウェア
- OSDL - 国内では、早稲田大学と共にOpen Source Development Labs（OSDL）の大学メンバーに認定されている。
- OSCJ.net - 法政大学と共にOpen Source Collaboration Joint Network（OSCJ.net）に参加している。
- ゆめいろのえのぐ-PaintEmotion- - 2Dグラフィックのお絵かきソフト。東京工科大学メディア学部に在籍していた渡辺賢悟によって開発された。2007年に総務省東海総合通信局主催 デジタルアートチャレンジコンテスト指定ソフトとして採用された。また、YOMIURI PCのフリーソフト10選に2008年1月号において選ばれた[122]。
- デジタルアートチャレンジコンテスト
- Ozawa-Ken - タイピングソフト。東京工科大学小澤研究室に在籍していた比護賢之によって開発された。
- Ozawa-Ken#オザイオン（ozaeon） - 英語学習ソフト。東京工科大学小澤研究室に在籍していた比護賢之によって開発された。

### 片柳コンピュータ科学賞
- 片柳コンピュータ科学賞のページに記載する。

### メディア
撮影協力、ロケ地
- 八王子キャンパスの研究棟は特徴的な外観ゆえに、特撮作品を中心に、撮影、ロケに使用される。
  - To Heart - 撮影協力、劇中の来栖大学として
  - ウルトラセブン 地球星人の大地 - 撮影協力
  - 美味しんぼ（ドラマ版） - 撮影協力
  - 神はサイコロを振らない - 撮影協力、神蔵竜蔵が綾瀬翔一を見に行った場所
  - 仮面ライダーカブト - 撮影協力、登場仮面ライダーの一人、ザビーがワーム（怪人）と戦闘した場所
  - 仮面ライダー龍騎 EPISODE FINAL - 撮影協力、仮面ライダーナイトと、仮面ライダーリュウガが戦闘した場所など
  - 仮面ライダー555 - 撮影協力、劇中の山手音楽大学として
  - 仮面ライダードライブ - 撮影協力、12年前の銀行強盗事件の現場
  - 仮面ライダー クライマックスファイターズ - 作中のステージ「学校施設」として
  - 仮面ライダーガヴ - 撮影協力、第18話にて仮面ライダーヴラムらが戦闘した場所
  - 恋人よ - 撮影協力、宇崎航平、渡辺美緒の所属学校
  - ごくせん（第3シリーズ） - 撮影協力、風間が連行される警察署として
  - ゴジラvsメカゴジラ - 撮影協力、G対策センター
  - 人造人間ハカイダー - 撮影協力、ジーザスタウン元老院
  - 透明人間 - 撮影協力、ゼウスグループ本部
  - 特捜戦隊デカレンジャー - 撮影協力、アリエナイザーが出現した場所
  - 虹色定期便（97年版）- 撮影協力、ミレニアム帝国本拠地
  - ふたつのスピカ - 撮影協力、国立東京宇宙学校として
  - 古畑任三郎 - 撮影協力
  - ブラックジャックによろしく - 撮影協力、永禄大学として
  - レスキューポリスシリーズ - 撮影協力
  - K - 劇中の葦中学園高校として
  - 医龍 - 撮影協力、L&P病院として[83]
  - 生徒会役員共 - 劇中のOGの大学祭として
  - じゃない方の彼女 - 撮影協力、総和学院大学として

制作協力
- ALWAYS 三丁目の夕日 - 制作協力
- BSフジ キャンパステレビ局 - 制作
- 松任谷由実 [Y MODE] NET MAGAZINE IN NAEBA 2008、2009、2010、2011 - 制作協力[123]
- みたかワンセグTV - 東京工科大学放送局intebroによる制作

その他
- ゴクウ - 玄奘ゆう子が東京工科大学博士として登場

### エリア放送
2012年10月7日と10月8日に開催された「紅華祭」にて、ホワイトスペースを利用するワンセグ型エリア放送が実施された。
構内に地上一般放送局2局が設置されていた。
| 免許人                    | 呼出符号     | 物理ch | 周波数        | 空中線電力 | ERP  | 業務区域                        |
| ------------------------- | ------------ | ------ | ------------- | ---------- | ---- | ------------------------------- |
| 有限会社 ブランチ・ランチ | JOXZ3AN-AREA | 52ch   | 707.142857MHz | 77μW       | 49μW | 東京工科大学 八王子キャンパス内 |
| 有限会社 ブランチ・ランチ | JOXZ3AO-AREA | 52ch   | 707.142857MHz | 77μW       | 49μW | 東京工科大学 八王子キャンパス内 |

## 附属学校
- 東京工科大学附属日本語学校

## 関連学校
- 日本工学院専門学校
- 日本工学院八王子専門学校
- 日本工学院北海道専門学校

## Wiki関係他プロジェクトリンク
- ウィキブックス (Wikibooks)
  - 東京工科大対策

## 公式サイト
- 東京工科大学